# تمدن بوم‌شناختی
تمدن بوم‌شناختی یک فرضیه است که به عنوان هدف نهایی و مطلوب اصلاحات اجتماعی و زیست‌محیطی در یک جامعه خاص مطرح می‌شود. این مفهوم دلالت بر آن دارد که برای پاسخ‌گویی مؤثر به چالش‌های گسترده‌ای مانند اختلالات تغییر اقلیم جهانی و بی‌عدالتی‌های اجتماعی، تغییراتی چنان بنیادین لازم است که مستلزم شکل‌گیری نوعی نوین از تمدن انسانی خواهد بود—تمدنی که بر اصول و مبانی بوم‌شناختی استوار باشد. تمدن بوم‌شناختی نه صرفاً یک اصلاح در سیاست‌ها یا فناوری، بلکه دگرگونی‌ای همه‌جانبه در نحوه سازمان‌دهی اقتصادی، اجتماعی و فرهنگی بشر را در نظر دارد؛ دگرگونی‌ای که زیست‌پذیری بلندمدت انسان در کنار طبیعت را هدف قرار می‌دهد. این مفهوم، به‌ویژه در جمهوری خلق چین، به یکی از اصول ایدئولوژیک حزب کمونیست چین تبدیل شده است و در ادبیات رسمی این کشور، به‌عنوان بخشی از «اندیشه شی جین‌پینگ دربارهٔ تمدن بوم‌شناختی» شناخته می‌شود. در این چارچوب، توسعه اقتصادی با حفاظت از محیط زیست هم‌راستا شده و به‌عنوان بخشی از مسیر حرکت به سوی مدرن‌سازی پایدار در نظر گرفته می‌شود.

## مفهوم‌سازی
به‌طور کلی، تمدن بوم‌شناختی شامل ترکیبی از تغییرات اقتصادی، آموزشی، سیاسی، کشاورزی و سایر تغییرات اجتماعی به سمت پایداری است.
اگرچه اصطلاح «تمدن بوم‌شناختی» نخستین بار در دهه ۱۹۸۰ مطرح شد، اما تا سال ۲۰۰۷ به‌کارگیری گسترده‌ای نیافت. در آن سال، این مفهوم به‌طور رسمی به یکی از اهداف اعلام‌شدهحزب کمونیست چین(CCP) تبدیل شد. در ادامه، در آوریل ۲۰۱۴، «ائتلاف تمدن‌های سازمان ملل متحد و «سازمان بین‌المللی همکاری در ایمنی بوم‌شناختی»، یک زیرکمیته ویژه برای تمدن بوم‌شناختی تأسیس کردند. طرفداران تمدن بوم‌شناختی با دیدگاه پاپ فرانسیس نیز هم‌نظرند که می‌گوید: «ما با دو بحران جداگانه مواجه نیستیم، یکی زیست‌محیطی و دیگری اجتماعی؛ بلکه با یک بحران پیچیده روبه‌رو هستیم که هم اجتماعی و هم زیست‌محیطی است. راهبردهای حل این بحران، مستلزم رویکردی یکپارچه است که همزمان با مبارزه با فقر، کرامت طردشدگان را بازگرداند و از طبیعت نیز محافظت کند.» بر این اساس، تمدن بوم‌شناختی بر ضرورت اصلاحات بنیادین و گسترده در حوزه‌های اجتماعی و زیست‌محیطی تأکید دارد؛ اصلاحاتی که باید در افق بلندمدت و با نگاهی نظام‌مند و جامع‌نگر صورت گیرند.
دولت چین، مفهوم تمدن بوم‌شناختی را به ابتکار کمربند و جاده پیوند زده است؛ به‌گونه‌ای که گاه از اصطلاح «جاده ابریشم سبز» نیز در این زمینه استفاده می‌شود.: 85  از نگاه دولت چین، تحقق تمدن بوم‌شناختی مستلزم تمرکز بر شهرهاست؛ زیرا شهرها محل زندگی اکثریت جمعیت، بیشترین مصرف انرژی و اصلی‌ترین منبع انتشار گازهای گلخانه‌ای هستند. بر این اساس، دولت چین بر این باور است که هر راه‌حلی برای مقابله با بحران اقلیمی، ناگزیر باید از بستر شهرها آغاز شود. در چارچوب این رویکرد، چین شماری از شهرها را به عنوان «شهرهای پایلوت تمدن بوم‌شناختی» تعیین کرده است که در آن‌ها راهکارهای زیست‌محیطی نوآورانه به‌صورت آزمایشی اجرا می‌شود. از جمله این شهرها می‌توان به «گوئیانگ» اشاره کرد، که به‌عنوان نمونه‌ای پیشرو در توسعه شهری بر پایه اصول بوم‌شناختی معرفی شده است.: 85 

## تاریخچه
در سال ۱۹۸۴، کارشناسان محیط زیست اتحاد جماهیر شوروی سابق اصطلاح «تمدن بوم‌شناختی» را در مقاله‌ای با عنوان «راه‌های آموزش تمدن بوم‌شناختی فردی در شرایط سوسیالیستی بالغ» پیشنهاد کردند که در مجله «کمونیسم علمی»، مسکو، جلد … منتشر شد. ۲.